# 정인택 (1907년)
정인택(鄭麟澤, 일본식 이름: 小松幹, 1907년 11월 5일 한성부 ~ ?)은 일제강점기와 대한민국의 관료이다.

## 생애
일제 강점기에 경성제국대학을 졸업하고 교직에 종사하다가, 교육 관료로 출발하여 충남 당진군수를 지내는 등 조선총독부 관리로 근무했다. 제1공화국 말기에 충북지사에 올랐으며, 4·19 혁명이 성공한 뒤 3·15 부정선거의 충북 지역 책임자로 기소되었다. 5·16 군사 정변 이후 열린 혁명재판에서 징역 5년형을 선고받기도 했다.
2008년 발표된 민족문제연구소의 친일인명사전 수록예정자 명단 중 관료 부문에 들어 있다.

## 학력
- 경성제일고등보통학교 졸업
- 경성제국대학 법학과 학사

## 약력
- 공주고등보통학교 교유
- 대전사범학교 교장
- 1938년 : 충청남도 시학
- 1944년 : 충청남도 당진군수
- 1949년 : 충청북도 학무국장
- 1950년 : 충청북도 문사국장
- 1951년 : 전라북도 내무국장
- 충청남도 내무국장
- 1951년 : 경상남도 내무국장
- 경기도 내무국장
- 1958년 : 충청북도 지사

## 참고자료
- 정인택(鄭麟澤) -  한국행정연구원
- 정인택(鄭麟澤) - 국사편찬위원회